# وجيه نحلة
وجيه نحله (1932 في بيروت- 21 فبراير 2017) هو رسام لبناني تحصل على جوائز وتنويهات عديدة ويتصف أسلوب رسمه بالشاعرية.

## أعماله
يحمل جوائز وتنويهات عديدة من أبرزها:
- جائزة وزارة التربية الوطنية عام 1965م.
- جائزة متحف سرقس\ جائزة بينال الإسكندرية.
- جائزة بينال الدول العربية في الكويت.
- جائزة الغران باليه في باريس.
- جائزة متحف متروبو لبنان في نيويورك.
- وسام الاستحقاق اللبناني للآداب والفنون.
- جائزة معهد العالم العربي في باريس.
- جائزة متحف الفن الحديث في تونس.
- وسام السعف الذهبي من بلجيكا.
- الجائزة الكبرى للمعرض السادس والستين للفنون التشكيلية في باريس.

## وصلات خارجية
- الفنان اللبناني وجيه نحلة رفع فرشاته عن اللوحة وغادر - موقع جريدة القدس العربي.